# Cox, Haute-Garonne
Cox är en kommun i departementet Haute-Garonne i regionen Occitanien i södra Frankrike. Kommunen ligger i kantonen Cadours som tillhör arrondissementet Toulouse. År 2022 hade Cox 365 invånare.

## Befolkningsutveckling
Antalet invånare i kommunen Cox
Referens:INSEE